# Minamidaitō-jima
Minamidaitō-jima (南大東島) est une île de l'archipel Daitō dans l'archipel Nansei au Japon en mer des Philippines. 
D'un point de vue administratif, elle fait partie du district de Shimajiri dans la préfecture d'Okinawa.
L'île a une superficie de 30,57 km2 et une population de 1 447 habitants (2010) regroupée essentiellement dans le village de Minamidaitō (南大東村, Minamidaito-son), qui est situé dans le quart sud-ouest.

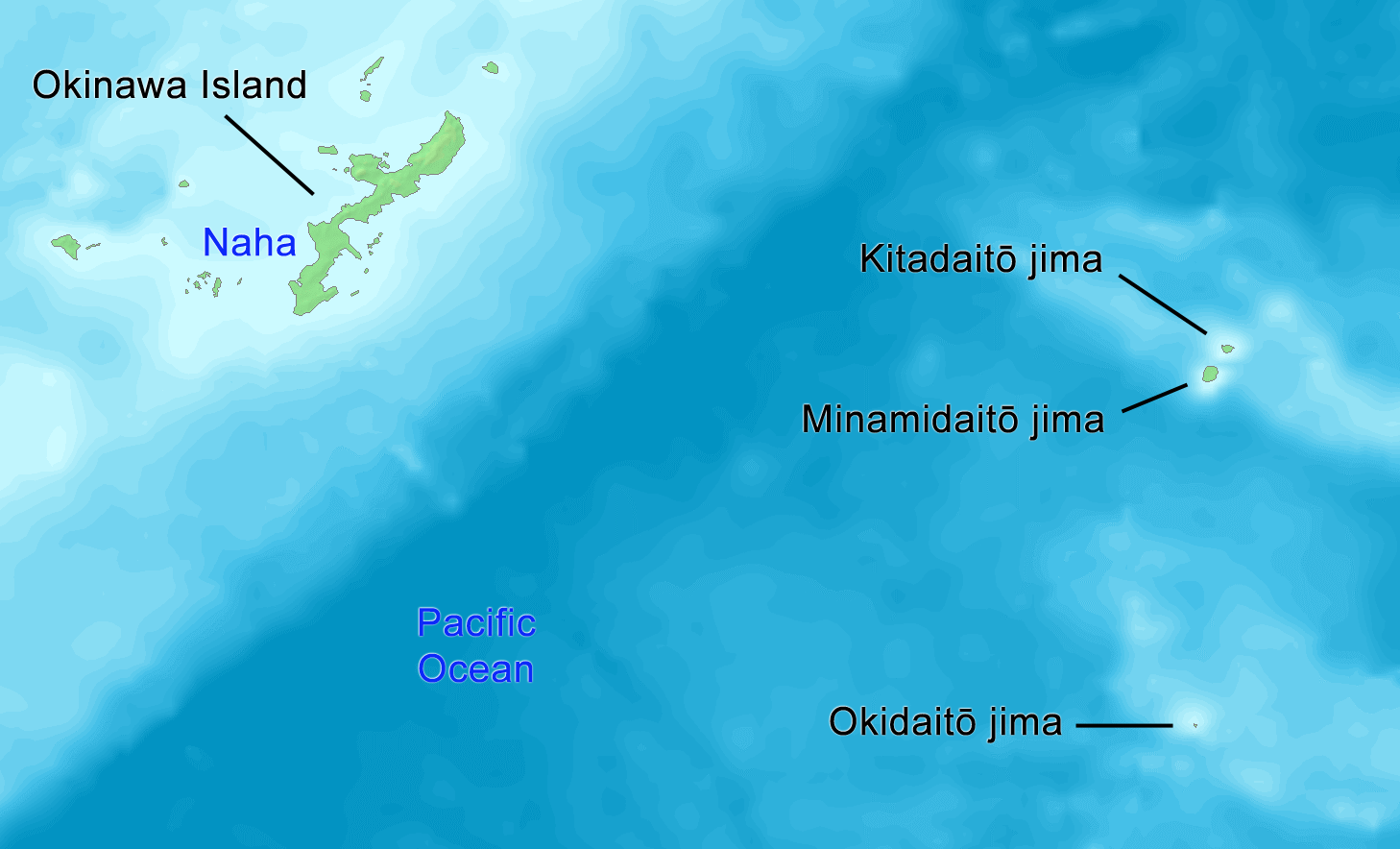
Situation de Minamidaitō.

## Langues
Cette île est peuplée par des descendants d'immigrants en provenance d'Hachijō-jima et de plusieurs endroits d'Okinawa. Il s'y parle une variété de contact entre l'okinawaïen, qui fait partie des langues ryūkyū, et le hachijo, une autre langue japonique.
Une enquête sociolinguistique menée par Daniel Long en 2009 révèle que l'usage de l'une ou l'autre de ces deux langues dépend de l'emplacement. Par exemple, à l'aéroport et au centre du village, il est possible de voir sur des panneaux le terme « おじゃりやれ ojariyare », qui signifie « bienvenue ». Cela s'explique par le fait que les habitants y viennent principalement d'Okinawa, donc ce mot en langue hachijo paraissait plus « nouveau » et « attractif » pour le tourisme. Le terme « めんそーれー mensooree » ‘bienvenue’ en okinawaïen est aussi visible par endroits. Ainsi, le japonais standard n'est pas le choix linguistique par défaut sur cette île.